# Lydiaster johannae
Lydiaster johannae är en sjöstjärneart som beskrevs av Jean Baptiste François René Koehler 1909. Lydiaster johannae ingår i släktet Lydiaster och familjen ledsjöstjärnor. Inga underarter finns listade i Catalogue of Life.